# Surian
I Surian (talvolta anche Suriani) furono una famiglia patrizia veneziana annoverata fra le cosiddette Case Nuove. 

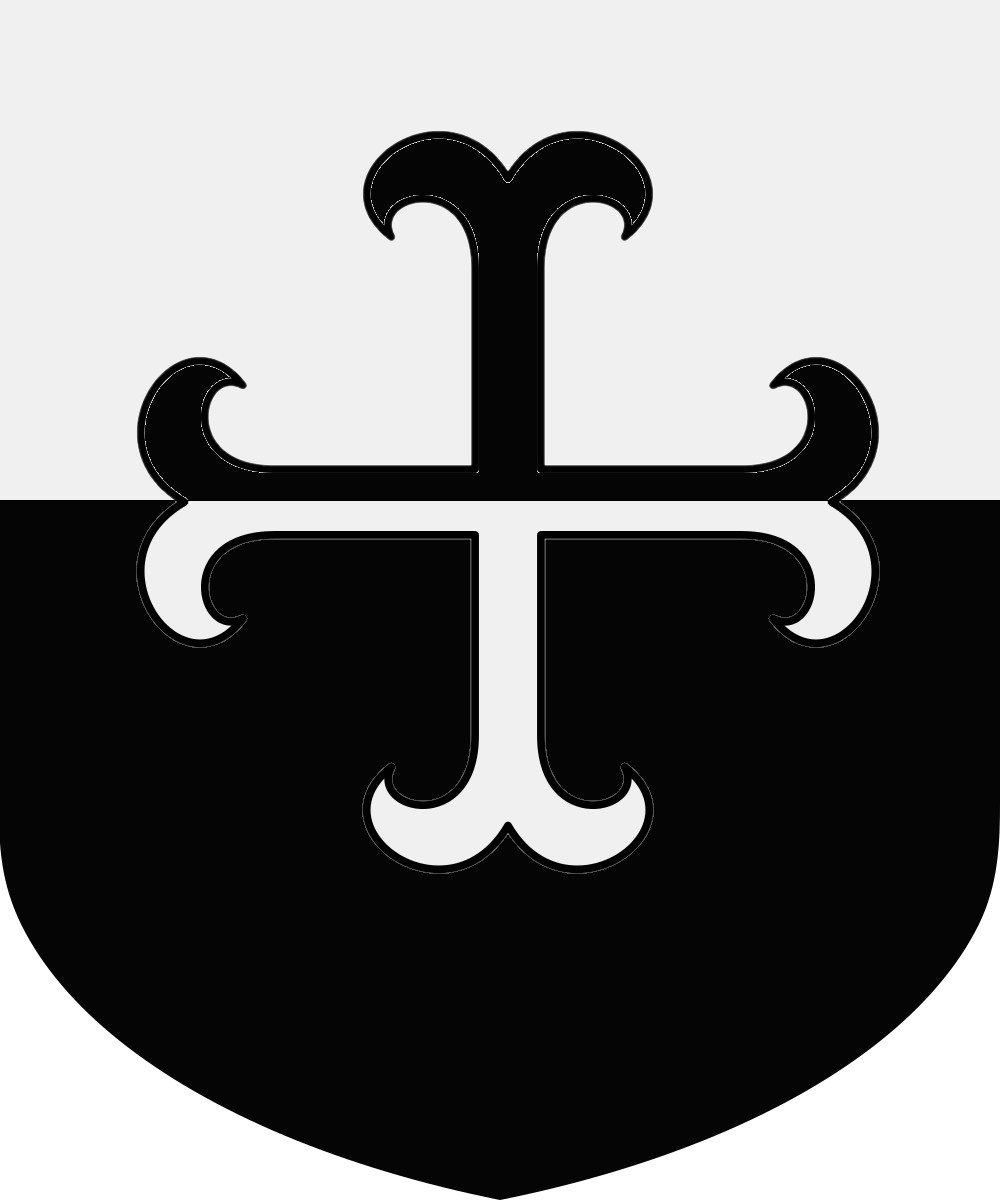
Stemma Surian

## Storia
La leggenda racconta che i Surian fossero d'origine armena, forse venuti da Tolemaide di Siria, odierna San Giovanni d'Acri.
Vissero per molti secoli a Venezia e nel 1297 furono tra le famiglie incluse nella serrata del Maggior Consiglio. Nel 1310 parteciparono attivamente alla difesa della Repubblica, contribuendo a sventare la famigerata congiura del Tiepolo.  
Pare che questo casato si sia estinto nel 1630, alla morte di Nicolò Surian.

## Membri illustri
- Antonio Surian († 1508), ecclesiastico, Patriarca di Venezia dal 1504 alla sua morte.

## Luoghi e architetture

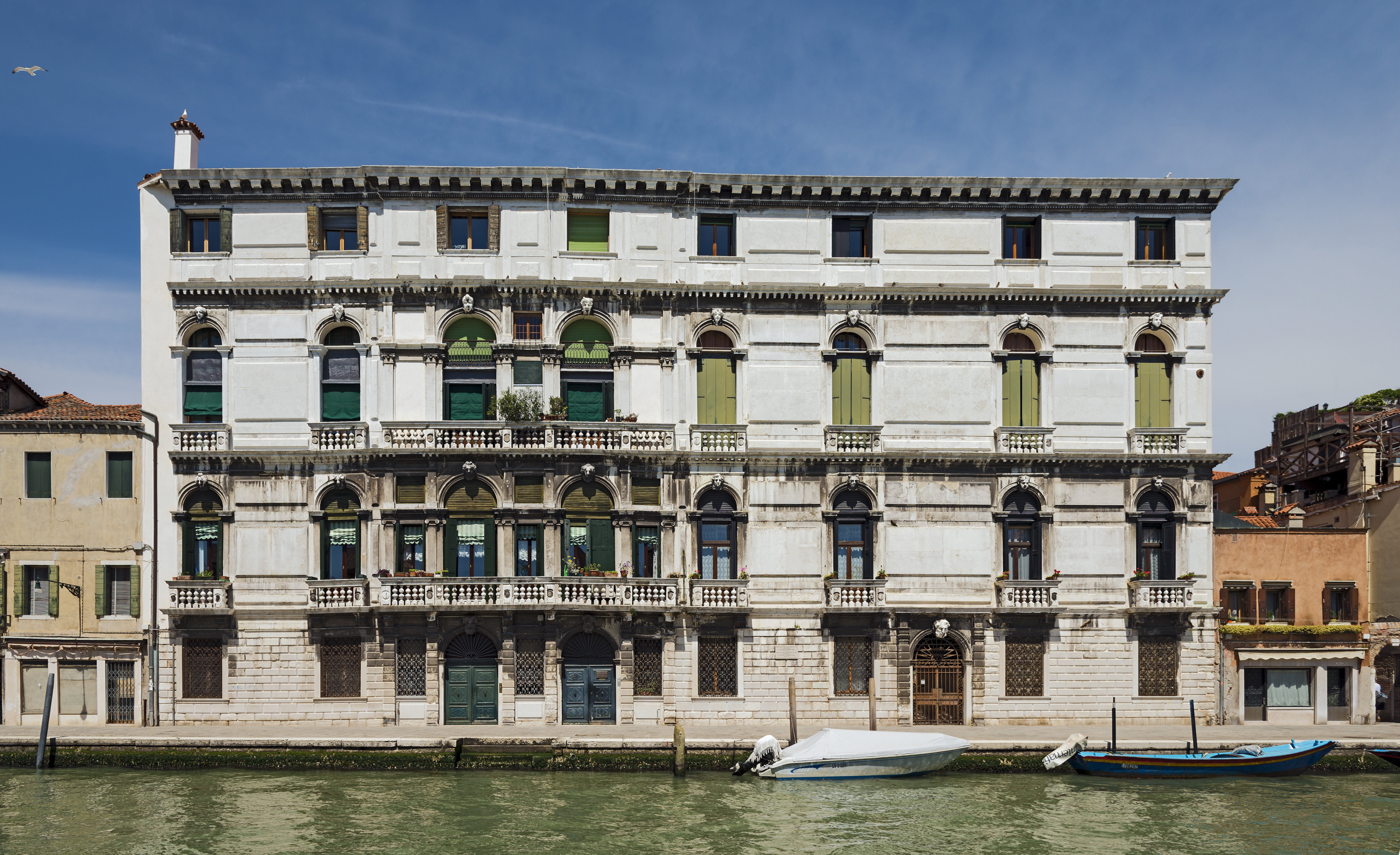
Palazzo Surian Bellotto a Cannaregio

- Palazzo Surian Bellotto, a Cannaregio.
- Ca' Surian, a Dorsoduro.